# Reinhold Schünzel
Reinhold Schünzel (Hamburg, 7 november 1888 - München, 11 september 1954) was een Duits acteur en filmregisseur.  Hij was ook filmproducent en -scenarist. In totaal was hij was bij meer dan 100 films betrokken.

## Carrière
Schünzel begon zijn acteercarrière als figurant en nadien als toneelspeler in Hamburg, Bern en Berlijn. In 1916 maakte hij zijn filmdebuut onder regisseur Carl Froelich, en werd hij ontdekt door Richard Oswald voor wie hij in een aantal films de schurk speelde. In 1919 speelde hij in  Oswalds Anders als die Andern de afperser van een homoseksuele violist, een rol van Conrad Veidt.
In 1918 begon Schünzel ook zelf te regisseren. In de tweede helft van de jaren 1920 maakte hij een aantal komedies, waarin hijzelf de hoofdrol speelde. In 1931 speelde hij in de verfilming van Die Dreigroschenoper door Georg Wilhelm Pabst de rol van politiechef Tiger Brown. Met de komst van de geluidsfilm kwam zijn komisch talent als regisseur nog beter tot uiting in films als Viktor und Viktoria (1933), Die englische Heirat en Amphitryon - Aus den Wolken kommt das Glück (1935). Deze films werden gedraaid onder het Nazi-regime; als "Halbjude" kon hij sedert 1933 slechts met een bijzondere toelating van de nazi's werken. In 1937 emigreerde hij naar de Verenigde Staten. Daar regisseerde hij onder meer The Ice Follies of 1939 en speelde hij in Hangmen Also Die! van Fritz Lang (1943) en Notorious (1946) van Alfred Hitchcock.
In 1949 keerde hij terug naar Duitsland. Naast filmrollen speelde hij ook in het theater in München. In 1954 kreeg hij een Bundesfilmpreis voor beste mannelijke bijrol, voor zijn rol in Meines Vaters Pferde van Gerhard Lamprecht.

## Filmografie (selectie)

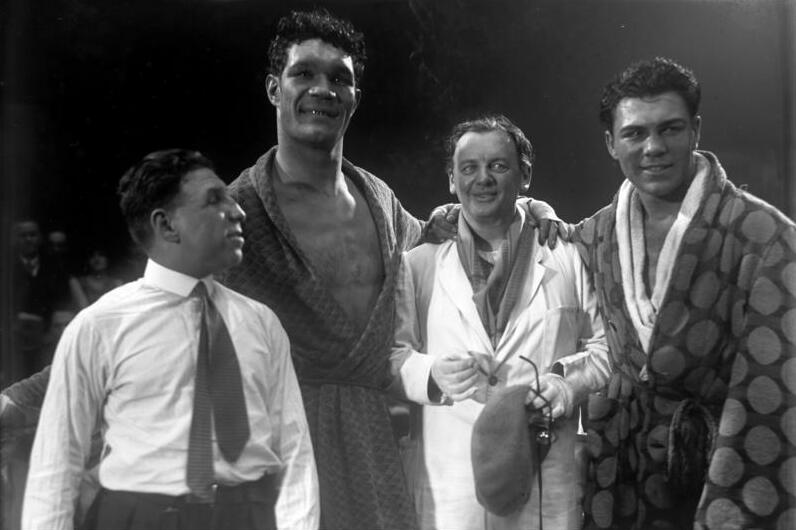
Reinhold Schünzel tussen de boksers Max Schmeling (rechts) en Jose Santa tijdens de opnamen van Liebe im Ring (1930)

### Als acteur
- 1916: Der Fall Grehn
- 1916: Freitag, der 13. Das unheimliche Haus, 2e deel
- 1916: Das Geständnis der grünen Maske
- 1916: Der chinesische Götze
- 1916: Werner Krafft
- 1916: Benjamin, der Schüchterne
- 1917: Das Nachtgespräch
- 1917: Die ledige Frau
- 1917: Höhenluft
- 1917: Der Schloßherr von Hohenstein
- 1918: Es werde Licht! 4e deel
- 1918: Im Schloß am See
- 1918: Das Mädel vom Ballett
- 1918: Auf Probe gestellt
- 1918: Das Tagebuch einer Verlorenen
- 1918: Der Weltspiegel
- 1918: Frühlingsstürme im Herbste des Lebens
- 1918: Um Krone und Peitsche
- 1918: Gräfin Küchenfee
- 1918: Mitternacht
- 1919: Das Karussell des Lebens
- 1919: Blondes Gift
- 1919: Anders als die Andern
- 1919: Madame Dubarry
- 1919: Die Prostitution
- 1919: Wahnsinn
- 1919: Die Liebschaften der Käthe Keller
- 1919: Die Reise um die Erde in 80 Tagen
- 1919: Unheimliche Geschichten
- 1920: Nachtgestalten
- 1920: Moriturus
- 1920: Der Graf von Cagliostro
- 1920: Die Tänzerin Barberina
- 1920: Katharina die Große
- 1920: Weltbrand
- 1920: Das Mädchen aus der Ackerstraße 1e deel
- 1921: Die Flucht aus dem goldenen Kerker
- 1921: Lady Hamilton
- 1922: Das Geld auf der Straße
- 1922: Luise Millerin
- 1923: Der Menschenfeind
- 1923: Alles für Geld
- 1924: Die Schmetterlingsschlacht
- 1924: Lumpen und Seide
- 1925: Der Flug um den Erdball
- 1925: Die Blumenfrau vom Potsdamer Platz
- 1925: Sündenbabel
- 1925: Heiratsschwindler (ook co-scenario)
- 1925: Der Hahn im Korb (ook co-scenario)
- 1926: In der Heimat, da gibt’s ein Wiedersehn! (ook regie)
- 1926: Hallo Caesar!
- 1927: Der Juxbaron
- 1927: Üb’ immer Treu’ und Redlichkeit
- 1927: Herkules Maier (ook samenwerking scenario)
- 1928: Adam und Eva
- 1928: Aus dem Tagebuch eines Junggesellen
- 1929: Kolonne X
- 1929: Peter, der Matrose
- 1931: 1914, die letzten Tage vor dem Weltbrand
- 1931: Der Ball
- 1931: Die Dreigroschenoper
- 1931: Ihre Hoheit befiehlt
- 1943: Hangmen Also Die!
- 1944: The Hitler Gang
- 1945: The Man in Half Moon Street
- 1946: Notorious
- 1946: Plainsman and the Lady
- 1946: Dragonwyck
- 1947: Golden Earrings
- 1948: Berlin-Express
- 1954: Meines Vaters Pferde - Seine dritte Frau (2e deel)
- 1954: Dieses Lied bleibt bei dir

### Als regisseur
Regisseur
- 1920: Katharina die Große (ook hoofdrolspeler en scenario)
- 1920: Der Graf von Cagliostro (ook hoofdrolspeler en productie)
- 1920: Das Mädchen aus der Ackerstraße 1e deel (ook acteur)
- 1921: Der Roman eines Dienstmädchens (ook hoofdrolspeler en productie)
- 1922: Das Geld auf der Straße (ook hoofdrolspeler en productie)
- 1923: Alles für Geld (ook acteur)
- 1924: Windstärke 9
- 1926: Hallo Caesar!
- 1927: Üb’ immer Treu’ und Redlichkeit
- 1927: Gustav Mond … Du gehst so stille
- 1928: Don Juan in der Mädchenschule (ook hoofdrolspeler en productie)
- 1929: Peter, der Matrose (ook hoofdrolspeler en productie)
- 1929: Kolonne X (ook hoofdrolspeler en productie)
- 1930: Phantome des Glücks (ook scenario en productie)
- 1930: Liebe im Ring (ook acteur)
- 1931: Der kleine Seitensprung
- 1931: Ronny
- 1932: Das schöne Abenteuer
- 1932: Wie sag’ ich’s meinem Mann?
- 1933: Saison in Kairo
- 1933: Viktor und Viktoria (ook scenario)
- 1934: Die englische Heirat
- 1934: Die Töchter ihrer Exzellenz
- 1935: Amphitryon – Aus den Wolken kommt das Glück (ook scenario)
- 1936: Donogoo Tonka (ook scenario)
- 1936: Das Mädchen Irene (ook scenario)
- 1937: Land der Liebe (ook scenario)
- 1938: Rich Man, Poor Girl
- 1939: The Ice Follies of 1939
- 1939: Balalaika
- 1941: New Wine
- 1951: Die Dubarry (deelname van ongenoemde regisseur)

Scenarioauteur
- 1952: Liebe im Finanzamt

- Biblioteca Nacional de España: XX4886531
- Bibliothèque nationale de France: cb140123963 (data)
- Gemeinsame Normdatei: 118892223
- International Standard Name Identifier: 0000 0001 1665 7056
- Library of Congress Control Number: n90669371
- Nationale Bibliotheek van Tsjechië: pna2007397482
- Nationale Bibliotheek van Israël: 987007267833905171
- Nationale Bibliotheek van Polen: a0000001951351
- Nederlandse Thesaurus van Auteursnamen: 308257189
- SNAC: w6kt01s3
- Système universitaire de documentation: 142590886
- Virtual International Authority File: 69127222
- WorldCat: E39PBJkHrr6pKVCpKJCVpvcdcP